# Mundam
Mundam is een bestuurslaag in het regentschap Dumai van de provincie Riau, Indonesië. Mundam telt 1929 inwoners (volkstelling 2010).